# سیارک ۹۶۹
سیارک ۹۶۹ (به انگلیسی: 969 Leocadia، نامگذاری:1921KZ) نهصد و شصت و نهمین سیارک کشف شده‌است که در ۵ نوامبر ۱۹۲۱ و در رصدخانه سایمیز کشف شد.
قدر مطلق سیارک برابر ۱۲٫۵۷ است.